# Бориспільський автобусний завод
ПрАТ «Бориспільський автозавод» (БАЗ) — українське автомобілебудівне підприємство в селі Проліски Бориспільського району Київської області.

## Історія
Бориспільський автозавод — один із наймолодших в Україні заводів такого профілю. Входить до складу корпорації «Еталон», в основі ідеології якої лежить ідея створення та виробництва широкої гами автотранспортних засобів різного призначення для задоволення потреб як внутрішнього ринку, так і ринків інших країн.
Завод виник 2002 року на базі підприємства «Укрволгатехсервіс», що з 1998 року збирало легкові і вантажні автомобілі ГАЗ, і був перепрофільований на ліцензійне виробництво пікапів і вантажівок індійської фірми Tata. Встановивши на їх шасі власні пасажирські кузови декількох типів, БАЗ перетворився на провідного постачальника автобусів на українському ринку. 2003 року збудовано понад 400 машин.
Сьогодні ПрАТ «Бориспільський автозавод» — це сучасне самостійне виробництво, на якому працює близько дев'ятисот працівників. Виробничі та складські площі заводу займають понад 19 000 м². Завод випускає 1700 автобусів різноманітних модифікацій на рік. Завод активно співпрацює з науково-дослідним інститутом автомобілебудування «Еталон», який об'єднав близько шістдесяти провідних конструкторів, котрі мають великий практичний досвід у конструюванні автобусів. Саме тут і народжуються ідеї, які потім втілюються в життя. Бориспільський автозавод — це цілком вітчизняна розробка. Висока кваліфікація спеціалістів Бориспільського автозаводу дозволяє у стислий термін розробити конструкторську документацію і освоїти серійне виробництво будь-яких автотранспортних засобів. В наш час[коли?] запущено у виробництво три модифікації автобусів А148. Деталі із листового металу і профільних труб виготовляються на високопродуктивних верстатах «Bystronic», «Trumpf» та інших. Після зварювання в кузовному цеху кузова автобусів проходять процес тришарового фарбування в малярному цеху. При цьому метал піддається антикорозійній обробці з використанням технологій оцинкування. Завдяки цьому, кузов протягом п'яти років надійно захищений від корозії. Таке фарбування відповідає найвищим світовим стандартам. З малярного цеху кузов потрапляє у складальний цех, де він встановлюється на шасі. Тут же відбувається встановлення електрообладнання, настилання підлоги, внутрішня обшивка даху та встановлення сидінь. З цього цеху автобус виїжджає своїм ходом на стендові випробування гальм та пробігові випробування. І завод, і вся продукція, яку він випускає, сертифіковані. На заводі запроваджено систему управління якістю 1S0 9001, тому на всіх етапах виробництва контроль якості дуже жорсткий. Кожний автобус проходить до 50 видів різних типів випробувань, серед яких полігонні, дорожні та стендові.

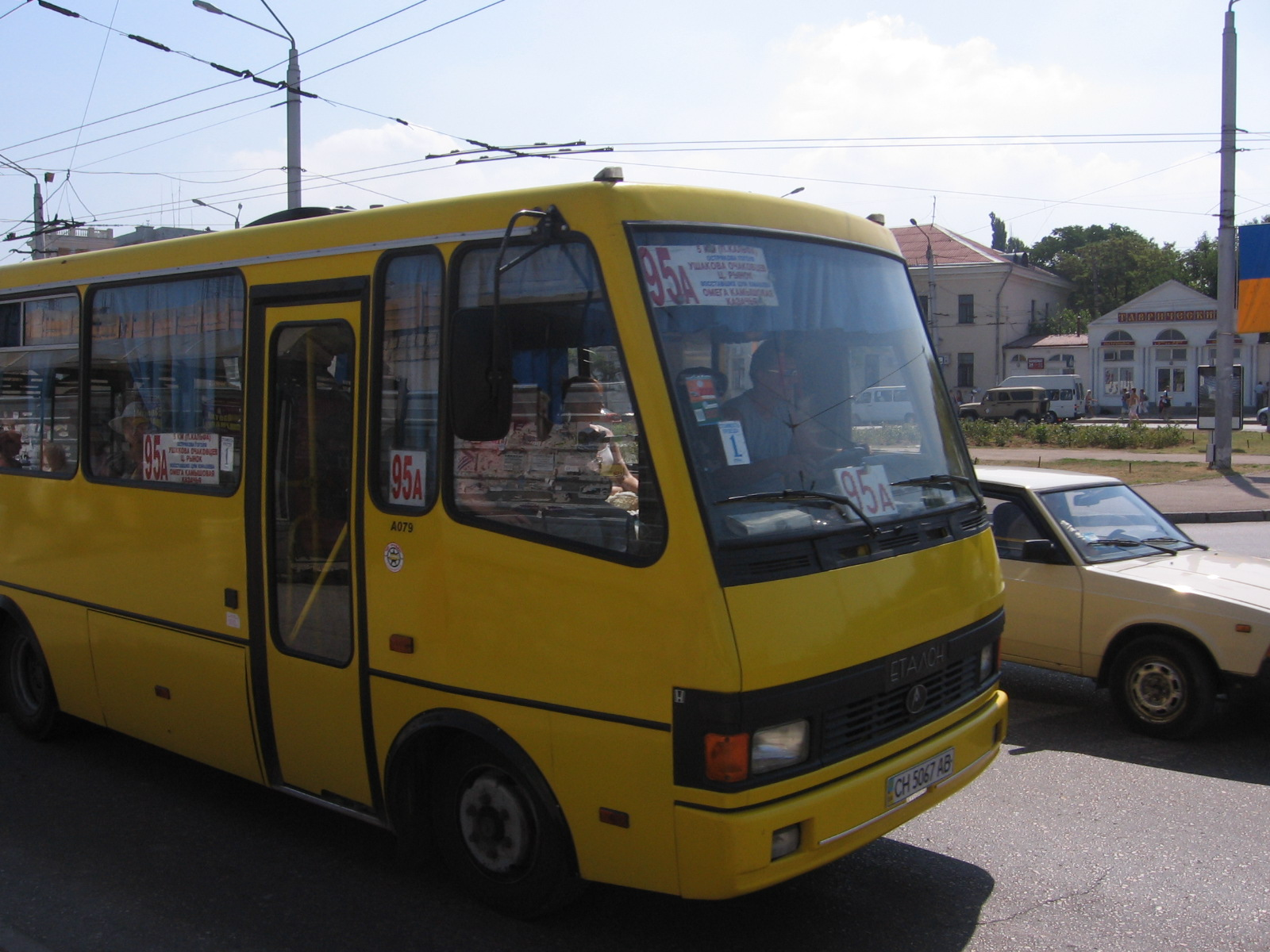
БАЗ-А079 у Севастополі

Бориспільський автозавод, який має багаторічний досвід збирання індійських вантажівок Tata LPT 713 у 2017 році представив в Україні першу машину з колісною формулою 4х4 Tata LPTA 713 TC.

## Корпорація «Еталон»
До складу корпорації «Еталон» на сьогодні входять такі підприємства:
- приватне акціонерне товариство «Бориспільський автозавод»;
- дочірнє підприємство — науково-технічний центр «Еталон»;
- приватне акціонерне товариство «Чернігівський автозавод»;
- ТОВ «Чернігівський ковальський завод»;
- ТОВ «Український кардан»;
- відкрите акціонерне товариство «Стрий-Авто»;
- лізингова компанія «Еталон-Лізинг» та ряд інших підприємств.

## Модельний ряд

### Автобуси

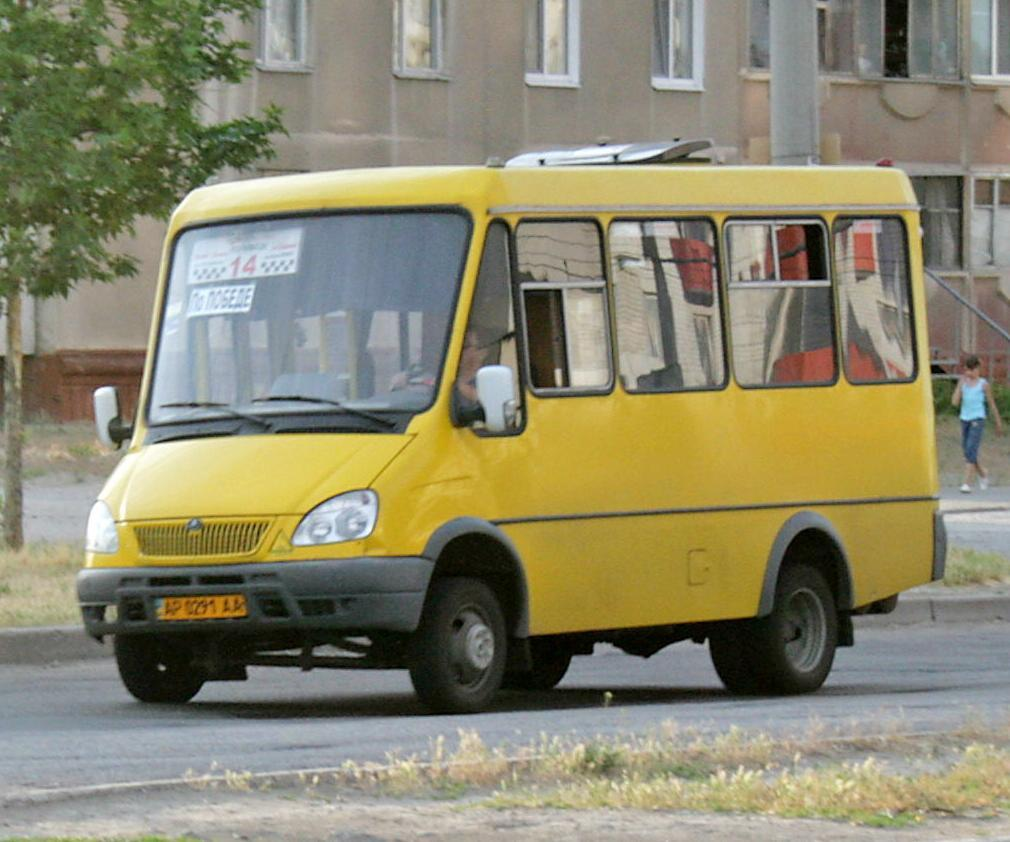
БАЗ 2215 (Дельфін)

БАЗ-2215 ("Дельфін", "Кручений панич") — виробництва ЗАТ «Чернігівський автозавод»
БАЗ-А074 "Чорнобривець" (міський) — виробництва ЗАТ «Чернігівський автозавод»
БАЗ-А079.14 "Пролісок" (міський)
БАЗ-А079.13 "Пролісок" (приміський)
БАЗ-А079.14 "Пролісок" (приміський)
БАЗ-А079.19 "Мальва" (міжміський)
БАЗ-А079.23 "Мальва" (Турист)
БАЗ-А079.24 "Мальва" (Турист)
БАЗ-А079.25 "Мальва" (Турист-Люкс)
БАЗ-А081.10 "Волошка" (міський)
БАЗ-А081.11 "Волошка" (приміський)
БАЗ-А081.20 "Троянда" (Турист)
Еталон А084 «Тюльпан»
БАЗ-А11110
Еталон А12210
БАЗ-А148 (міський)
БАЗ-А148.1 (Євро 2) / А148.5 (Євро 3) "Соняшник" (приміський)
БАЗ-А148.2 (Євро 2) / А148.3 (Євро 3) "Соняшник" (Турист)

### Вантажні автомобілі

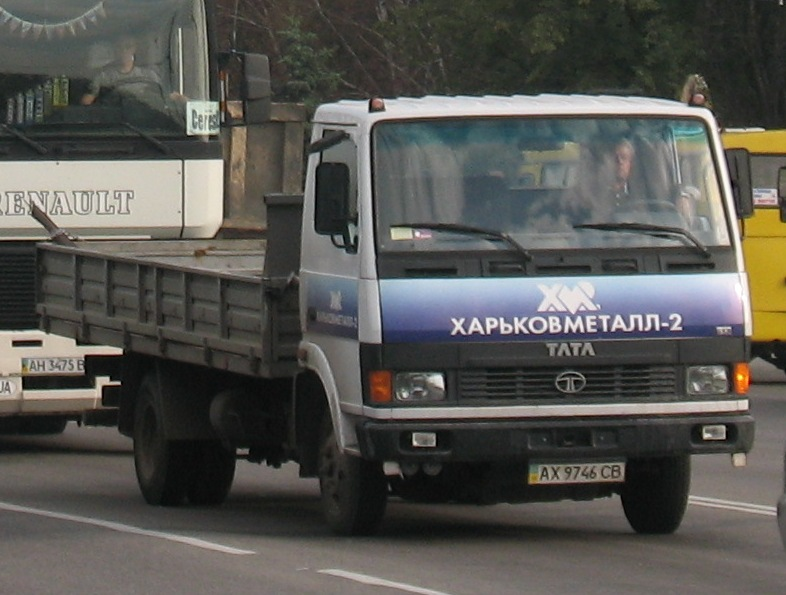
шасі БАЗ-Т713.10

На Бориспільському автобусному заводі виготовляють наступні вантажівки сімейства «Подорожник»:
- БАЗ-Т713 (самоскид, автоевакуатор, ізотермічний фургон);
- БАЗ-Т713.10 (шасі);
- БАЗ-Т713.11 (бортовик);
- БАЗ-Т713.12 (бортовик-тентентовий);
- БАЗ-Т713.13 (промтоварний фургон);
- БАЗ-Т9016 (шасі);
- БАЗ-Т1116 (шасі, промтоварний фургон, бортовик, бортовик-тентентовий);
- БАЗ-Т1518 (шасі, самоскид, зерновоз, бортовик);
- БАЗ-Т1618 (шасі).

### Класифікація модельного ряду за екологічними стандартами
| Екологічний стандарт Євро-1 | Екологічний стандарт Євро-2 | Екологічний стандарт Євро-3 |
| --------------------------- | --------------------------- | --------------------------- |
| А079.03                     | А079.13                     | А079.31                     |
| А079.03ш                    | А079.13ш                    | А079.31ш                    |
| А079.04                     | А079.14                     | А079.32                     |
| А079.09                     | А079.19                     | А079.29                     |
| А079.20                     | А079.23                     | А079.33                     |
| А079.21                     | А079.24                     | А079.34                     |
| А079.21ш                    | А079.24ш                    | А079.34ш                    |
| А079.22                     | А079.25                     | А079.35                     |
|                             | А079.45                     | А079.32                     |
|                             |                             | А081.10                     |
|                             |                             | А081.11                     |
|                             |                             | А081.20                     |
|                             | А148                        |                             |
|                             | А148.1                      | А148.5                      |
|                             | А148.2                      | А148.3                      |
|                             |                             | А083.10                     |
|                             |                             | А111.10                     |
|                             | Т713.10                     | Т713.20                     |
|                             | Т713.11                     | Т713.21                     |
|                             | Т713.12                     | Т713.22                     |
|                             | Т713.13                     | Т713.23                     |

## Статистика продажу автобусів в Україні

### 2008
У 2008 році Корпорація «Еталон» випустила 2 690 автобусів і займала 1-е місце на українському ринку.

### 2009
За даними Консалтингового агентства «Автоконсалтинг», ЗАТ «Бориспільський автозавод» за результатами 10 місяців 2009 року займає перше місце з продажу автобусів малого класу на території України. Підприємство з січня по жовтень (включно) 2009 року реалізувало 359 одиниць автобусів, що становить 25,23% ринку. За результатами жовтня 2009 року частка проданих автобусів ЗАТ «Бориспільський автозавод» становить 47,45%.
Усього за 2009 рік корпорація «Еталон» виробила близько 600 одиниць техніки, що в 4 рази менше результатів 2008 року.
| Роки випуску                                 | 2007  | 2008  | 2009 | 2010 | 2011  | 2012  | 2013 | 2014 | 2015 | 2016 | 2017 | 2018 |
| -------------------------------------------- | ----- | ----- | ---- | ---- | ----- | ----- | ---- | ---- | ---- | ---- | ---- | ---- |
| Кількість випущених автотранспортних засобів | 2 080 | 2 464 | 239  | 845  | 1 395 | 1 543 | 823  | 110  | 3    | -    | -    | -    |